# 大眼澳鱸
大眼澳鱸（學名：Arripis georgianus），俗稱澳洲鯡魚，為輻鰭魚綱鱸形目鱸亞目澳鱸科的其中一種，分布於東印度洋澳洲南部海域，在深度1-10公尺，體呈橢圓形，眼大，約頭部長度的1/5，成魚體上半部為綠色，下半部為銀白色，體側具有金色斑點，背鰭2個，尾鰭叉形，顏色為黑色，稚魚體側具有金色條紋，背鰭硬棘9枚；背鰭軟條16枚；臀鰭硬棘3枚；臀鰭軟條10枚，體長可達41公分，壽命可達7年，通常棲息在沿海海草生長的海灣、河口或岩石海岸，成群活動，屬肉食性，以其他魚類、甲殼類、橈腳類等為食，可做為食用魚。